# 保健路街道
保健路街道是中国黑龙江省哈尔滨市南岗区下辖的一个街道，位于哈尔滨医科大学西侧。